# Dehn SE

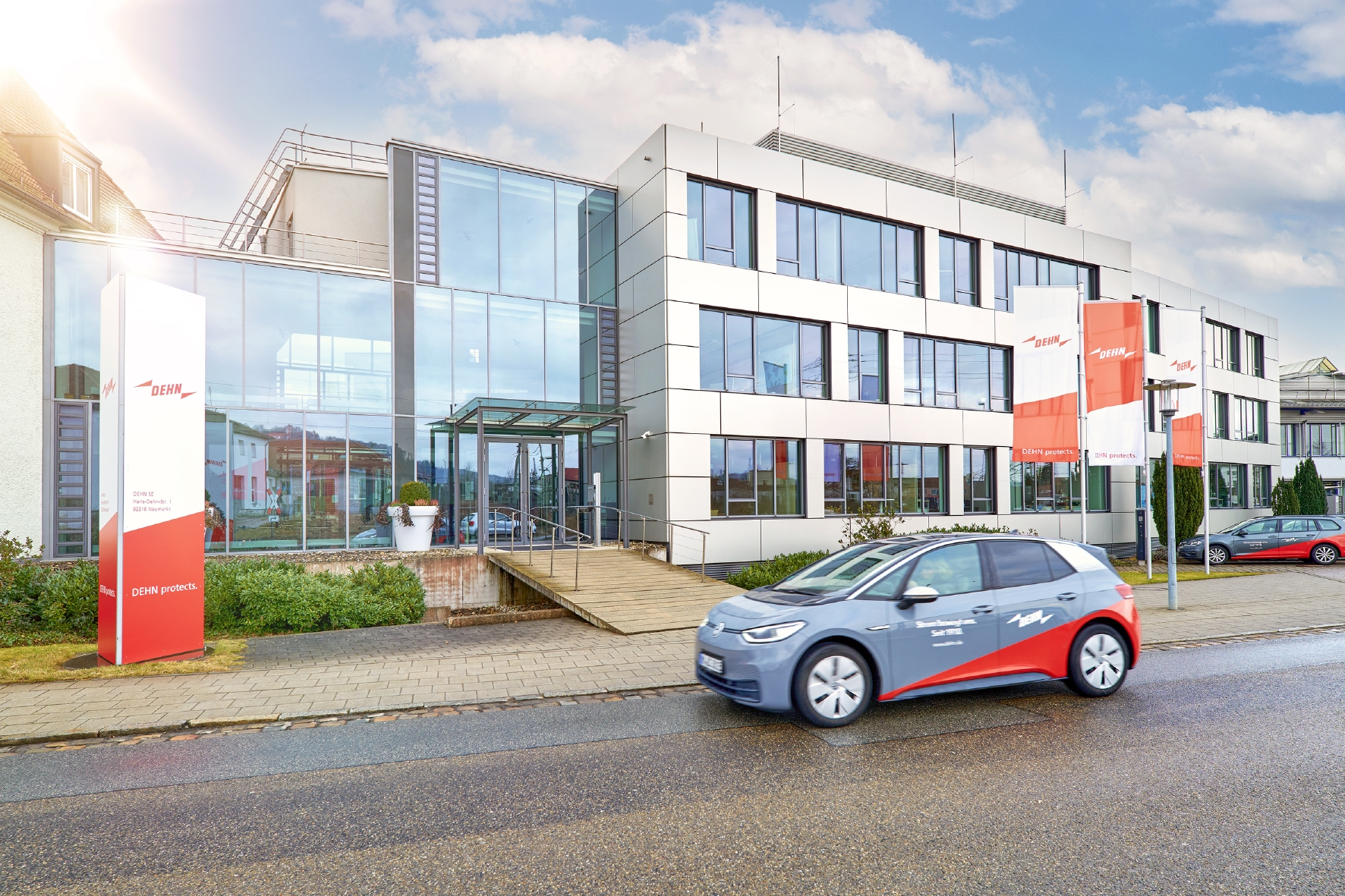
Haupteingang DEHN, Deutschland

Die DEHN SE (kurz DEHN) ist ein Unternehmen der Elektrotechnik mit Sitz in Neumarkt.

## Geschichte
Am 21. Januar 1910 meldete Hans Dehn, gelernter Feinmechaniker und Elektroinstallateur, beim Magistrat der Stadt Nürnberg ein „Gewerbe zur Installation elektrischer Anlagen“ an. Seit der Gründung befasst sich das Unternehmen neben der Installation elektrischer Anlagen auch mit der Montage von Blitzschutzanlagen. Nachdem Hans Dehn 1918 sein erstes Patent im Bereich Blitzschutz erhielt und drei Jahre später eine Zweigniederlassung in Neumarkt in der Oberpfalz eröffnete, begann das Unternehmen Anfang der 1920er Jahre mit der Herstellung eigener Blitzschutz- und Erdungsbauteile.
1933 übertrug  Hans Dehn einen Teil der Verantwortung auf seine Söhne Walter und Willy. Beide wurden beteiligt und das Familienunternehmen firmierte als DEHN & SÖHNE. 1941 wurde auch der jüngste Sohn Richard Mitinhaber. Im Zweiten Weltkrieg wurden die Betriebsgebäude in Nürnberg und Neumarkt stark beschädigt. 1945 begann die Familie mit dem Wiederaufbau des Unternehmens und beschloss 1948 den Produktionsstandort von Nürnberg nach Neumarkt zu verlegen.
Auf der Hannover Messe wurde 1952 erstmals das Produktprogramm für Blitzschutz und Erdung ausgestellt. Man begann mit ersten Entwicklungstätigkeiten zum Thema „Erden und Kurzschließen“ und legte den Grundstein für den heutigen Produktbereich Arbeitsschutz. Ende des Jahres verstarb Hans Dehn und seine Söhne Walter, Willy und Richard Dehn übernahmen.
Als weltweit erster Hersteller brachte die Firma im Jahre 1954 einen Überspannungsableiter für Niederspannung – bekannt als J250 – auf den Markt. Richard Dehn legte damit das Fundament für die heute größte Produktgruppe Überspannungsschutz. Im selben Jahr begann das Unternehmen seine Exportgeschäfte mit einer Auslandsvertretung in Österreich.
Im Jahre 1981 zogen sich Walter, Willy und Richard Dehn aus der Geschäftsführung zurück. Sie übergaben die Verantwortung an Hans-Joachim Dehn und Thomas Dehn sowie Peter Hasse. 2004 traten Hans-Joachim Dehn und Peter Hasse in den Ruhestand und Peter Zahlmann übernahm die Verantwortung für den technischen Bereich.
Mit Philipp Dehn trat im Jahre 2011 ein Mitglied der vierten Familiengeneration als geschäftsführender Gesellschafter in das Unternehmen ein. Zwei Jahre später schied sein Vater, Thomas Dehn, aus dem operativen Geschäft aus. Helmut Pusch verstärkte neben Philipp Dehn und Peter Zahlmann die Geschäftsführung. Anfang 2016 wurde Christian Köstler viertes Mitglied der Geschäftsführung.
Im Juli 2018 trat Thomas Schöpf die Nachfolge von Peter Zahlmann an, der sich nach 26 Jahren bei Dehn in den Ruhestand verabschiedete. Dehn hat zum 1. November 2020 Christian Höhler als Vorstand Technik berufen. Er tritt die Nachfolge von Thomas Schöpf an. Zum 1. Januar 2022 wird Florian Bohlmann als Vorstand Finanzen berufen.
Am 1. Juli 2019 firmierte das Unternehmen in DEHN SE + Co KG um. Ohne den Zusatz „+ Söhne“ und damit ohne „ö“, soll der Name auch im internationalen Umfeld eindeutig und einfach auszusprechen sein. Mit Beginn des Jahres 2022 wurde die Unternehmensstruktur geändert. Aus der DEHN SE + Co KG wurde die DEHN SE.
Am Firmensitz in Neumarkt befinden sich die Entwicklung, Fertigung, Vertrieb und Verwaltung. Ein weiterer Standort für Lager, Logistik und Fertigung in Mühlhausen (Region Neumarkt) wurde im Januar 2014 eröffnet und im Jahr 2023 um ein zusätzliches Fertigungsgebäude erweitert.

## DEHNgroup
DEHN ist ein führendes, international tätiges Familienunternehmen der Elektrotechnik mit Sitz in Neumarkt in der Oberpfalz. Mit einem umfassenden Portfolio adressiert DEHN die Megatrends unserer Zeit – von Elektromobilität, über erneuerbare Energien bis hin zum Schutz kritischer Infrastruktur. Das Unternehmen bietet Lösungen und Services für die Bereiche Blitz-, Überspannungs- und Arbeitsschutz – und mehr als 1.100 Patente machen DEHN zum Innovationsführer in diesen Bereichen. Die Produkte des Unternehmens schützen Menschen und Gebäude, Anlagen- und Telekommunikationstechnik, Prozessindustrie sowie Photovoltaik- und Windkraftanlagen.
Mit weltweit mehr als 2.400 Mitarbeitern erzielte DEHN im Geschäftsjahr 2022/2023 einen Umsatz von rund 460 Millionen Euro. Grundlagen für das stete Wachstum sind neben über 110 Jahren Erfahrung, höchste Qualitätsansprüche und eine weltweit konsequente Orientierung an Kunden und Märkten.
Das Unternehmen DEHN INSTATEC GmbH für Elektroinstallationen aller Art ist eine hundertprozentige Tochtergesellschaft der DEHN SE. Es entstand als Ausgründung am 1. Juli 1999 und beschäftigt an den Standorten Nürnberg, Neumarkt, Hamburg und Hermsdorf-Reichenbach über 300 Mitarbeiter.
Weltweit ist die Gruppe mit 22 weiteren, eigenen Auslandsgesellschaften und Niederlassungen sowie zahlreichen Handelspartnern vertreten und in über 70 Ländern aktiv. Gesellschaften und Repräsentanzen außerhalb Deutschlands befinden sich in China, Dänemark, Frankreich, Großbritannien, Indien, Italien, Japan, Mexiko, den Niederlanden, Norwegen, Österreich, Polen, Schweden, Schweiz, Singapur, Spanien, Südafrika, Tschechische Republik, Türkei, Ungarn, den USA und den Vereinigten Arabischen Emiraten.

## Branchen

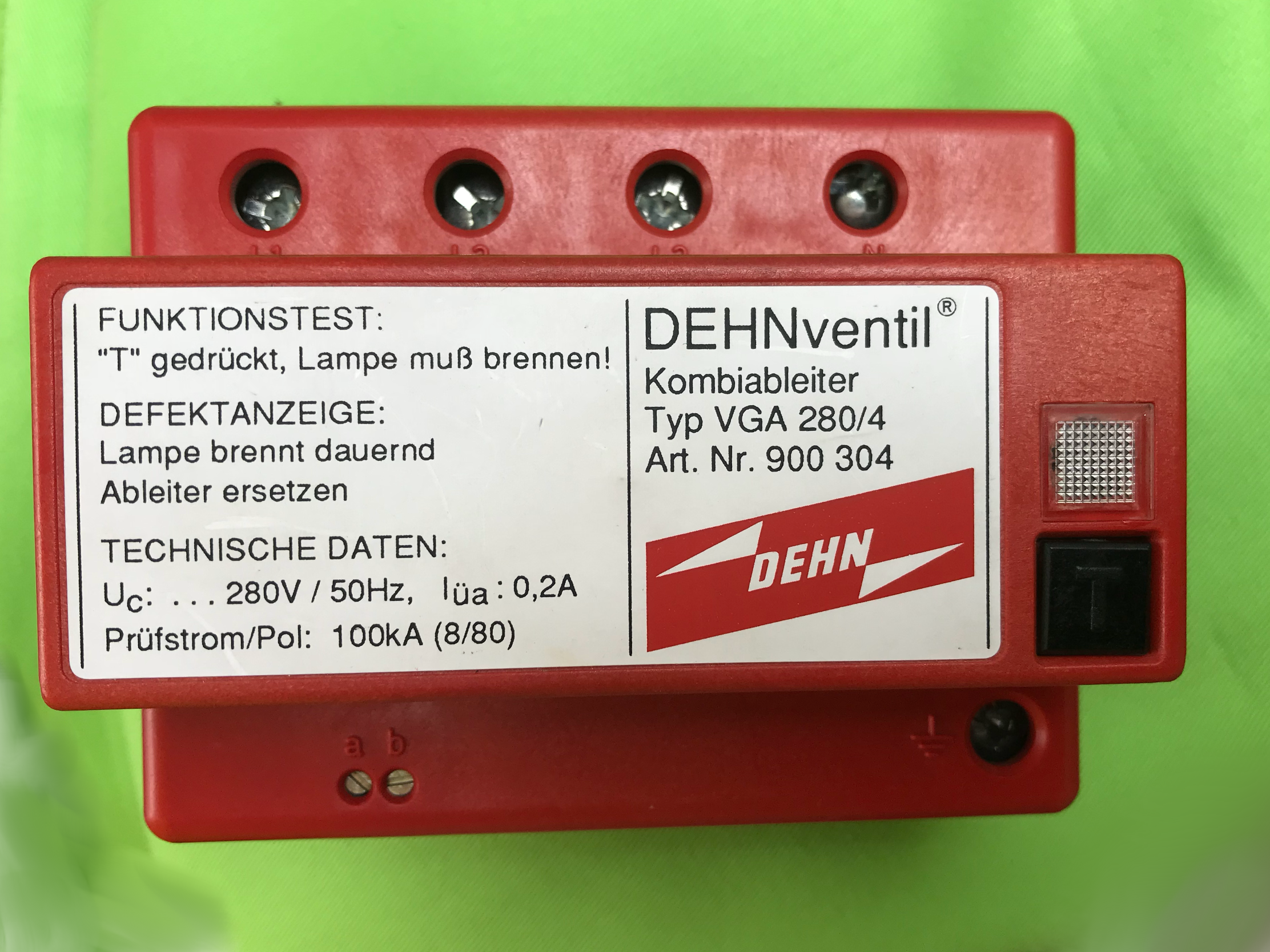
Überspannungsableiter von Dehn

Die Kunden stammen vor allem aus folgenden Branchen: Wohn- und Zweckbau, Photovoltaik- und Windkraftanlagen, Telekommunikation und Mobilfunk, Transport und Verkehr, Fertigungs- und Prozessindustrie sowie aus der Sicherheitstechnik und dem Militär.

## Forschung und Entwicklung
Das Unternehmen ist seit 2011 Stifter der Professur „Blitz- und Überspannungsschutz“ an der TU Ilmenau.